# Hạt ngô

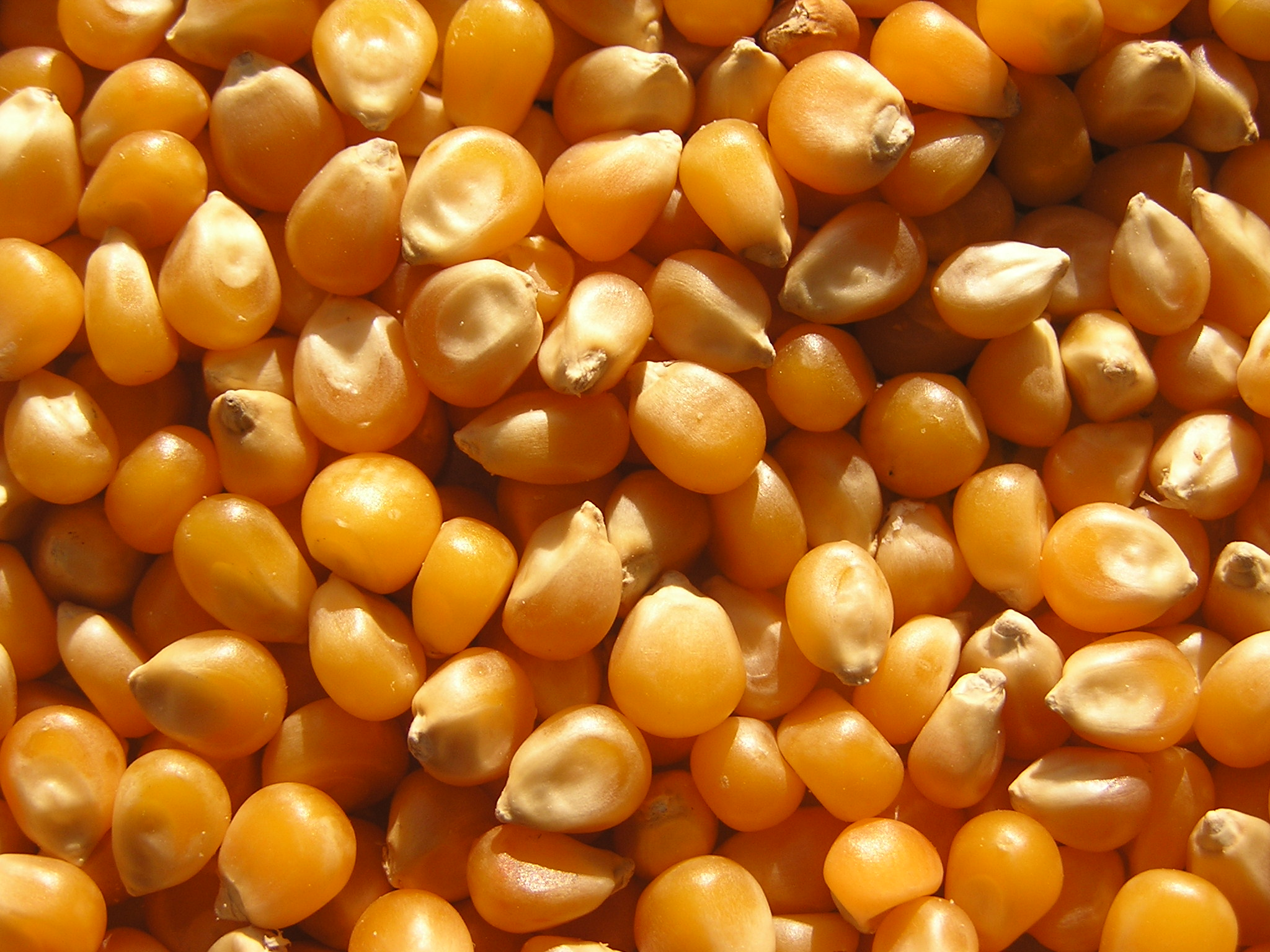
Hạt ngô

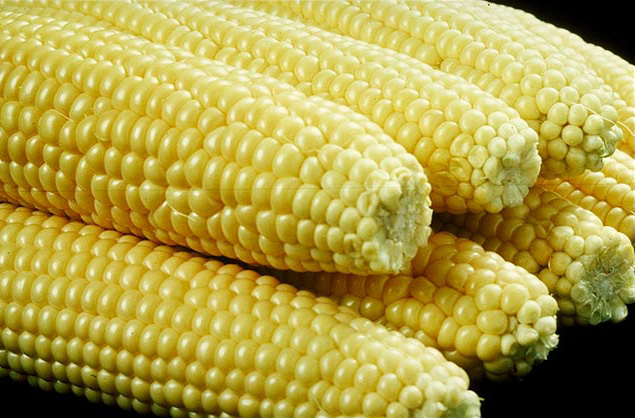
Hạt trên lõi ngô

Hạt ngô là quả của ngô. Ngô là một loại ngũ cốc, và hạt ngô được sử dụng trong nấu ăn như một loại rau hoặc một nguồn cung cấp tinh bột. Hạt ngô bao gồm nội nhũ, mầm, màng ngoài (vỏ quả ngoài) và chân hạt.
Một bắp ngô chứa khoảng 800 hạt phân bố thành 16 hàng. Hạt ngô với số lượng lớn trên khắp các khu vực sản xuất ngô. Chúng có một số công dụng, bao gồm làm thực phẩm và nhiên liệu sinh học. Ngô bao gồm lá bao và râu ngô, thường bị nhầm với lá bao?

## Miêu tả

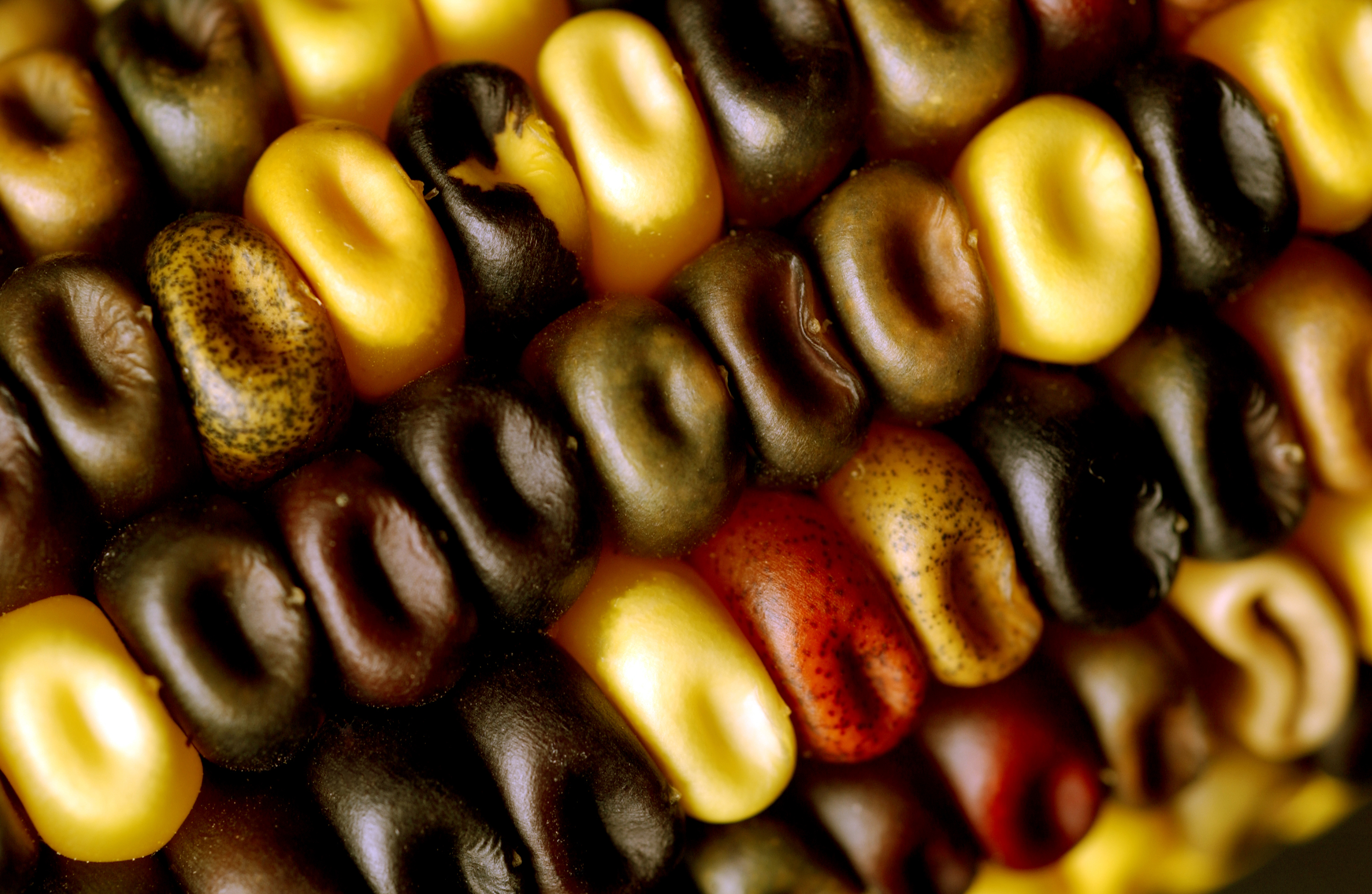
Hạt ngô nhiều màu trên một lõi ngô (CSIRO)

Hạt ngô là quả của cây ngô. Ngô là một loại ngũ cốc, và hạt được sử dụng trong chế biến thức ăn như một loại rau hoặc một nguồn cung cấp tinh bột. Các hạt có thể có nhiều màu sắc khác nhau: đen, xám xanh, tím, xanh lá cây, đỏ, trắng, vàng. Một bắp ngô chứa khoảng 800 hạt xếp thành 16 hàng. Một trăm giạ ngô có thể chứa tới 7.280.000 hạt ngô.  Hạt ngô với số lượng lớn trên khắp các khu vực sản xuất ngô. Vận chuyển và đóng gói hạt ngô khô và sạch đến các khu vực không sản xuất làm phát sinh thêm chi phí.

### Các bộ phận
Hạt ngô bao gồm một lớp vỏ quả ngoài (vách quả) hợp nhất với áo hạt. Loại quả này là điển hình của các loài thực vật họ Hòa thảo và được gọi là quả thóc. Hạt ngô thường được coi một cách sai lầm là một loại hạt. Các hạt ngô có kích thước cỡ như  hạt đậu và bám thành các hàng đều đặn quanh một lõi màu trắng, tạo thành bắp ngô.

#### Nội nhũ
Khoảng 82% trọng lượng khô của hạt ngô là nội nhũ. Tinh bột là nguồn chính và nó là phần được sử dụng rộng rãi nhất của hạt ngô. Nó được biết đến như là thành phần chính trong các nhiên liệu, chất làm ngọt, nhựa sinh học và các sản phẩm khác.

#### Mầm
Mầm là phần sống duy nhất của hạt ngô và còn được gọi là phôi mầm của nó. Nó bao gồm các thông tin di truyền quan trọng, vitamin, enzym và khoáng chất giúp cho cây phát triển. Mầm chiếm 25 phần trăm dầu ngô và nó là phần có giá trị của hạt ngô.

#### Vỏ quả ngoài
Vỏ quả ngoài là lớp vỏ bên ngoài bảo vệ hạt và nó cũng duy trì giá trị dinh dưỡng và độ ẩm của hạt. Nó có tới 91% là chất xơ. Nếu hạt ngô được nghiền ướt thì phần lớn vỏ quả ngoài chuyển thành thức ăn gia súc gluten ngô.

#### Chân hạt
Chân hạt là điểm gắn của hạt ngô với lõi ngô, nơi có mạch vận chuyển dinh dưỡng và nước, và đây là phần duy nhất không được bao phủ bởi vỏ quả ngoài. Nó chứa chất xơ.

## Sử dụng
Hạt ngô có một số công dụng, bao gồm chế biến thực phẩm, nhiên liệu sinh học và nhựa sinh học.
Trên thế giới hiện tại, 2 nước có số lượng sản xuất và xuất khẩu bắp (ngô)Dữ liệu báo cáo sản xuất bắp (ngô) trên toàn thế giới (nguồn USDA) lớn nhất là Mỹ và Trung Quốc

### Món ăn

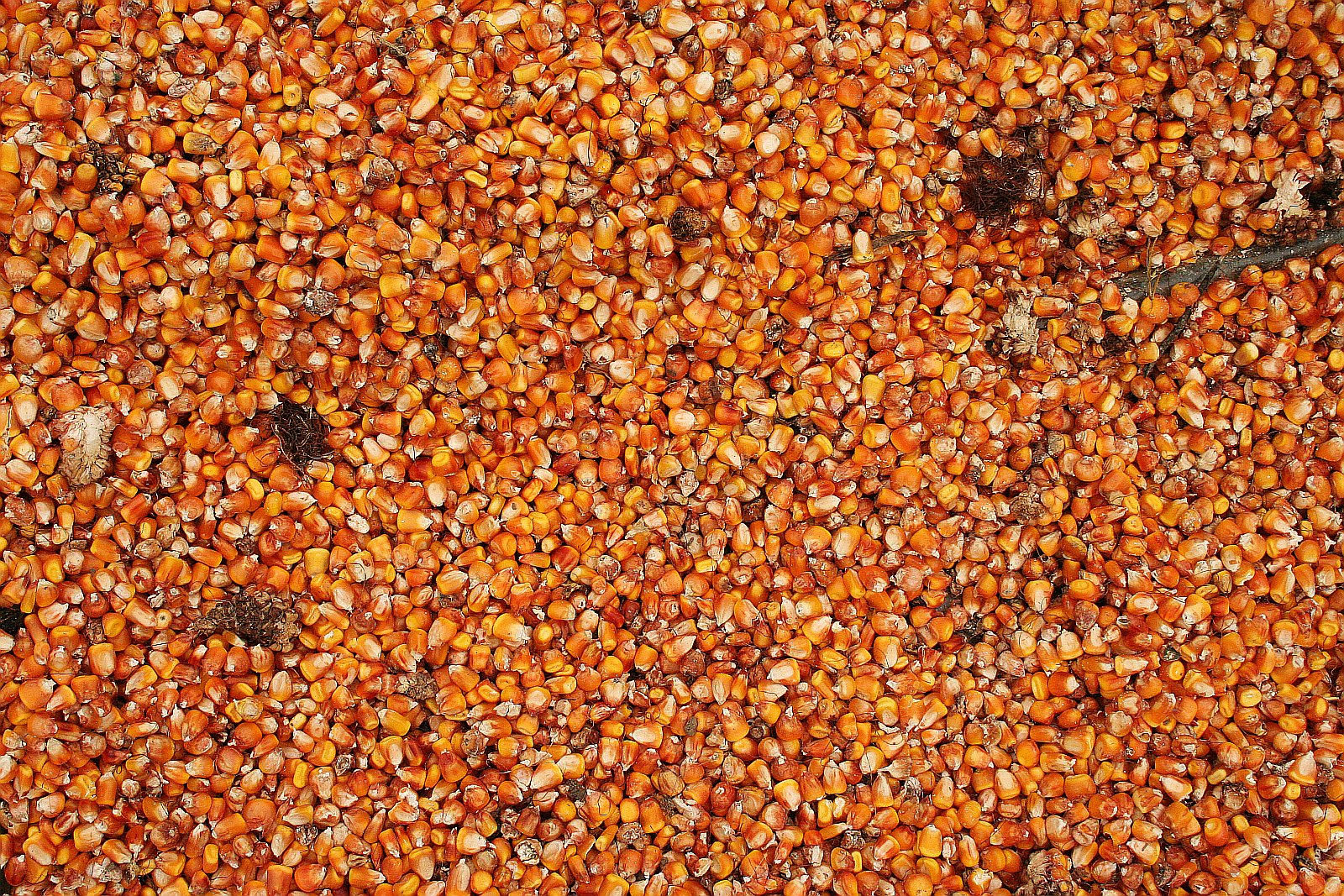
Hạt ngô số lượng lớn

Ngô là một loại thực phẩm phổ biến trên toàn thế giới được chế biến dưới nhiều hình thức. Nó được sử dụng trong các loại ngũ cốc dùng trong bữa sáng ở các nước phương Tây (dưới dạng bột ngô) và nó là một loại ngũ cốc có thể được ăn sống trừ lõi ngô, mặc dù nó thường được nấu chín. Nó có thể được đem cho động vật hoặc con người ăn. Tại Hoa Kỳ, vì lý do kinh tế như trợ cấp của chính phủ, ngô là nguồn cơ bản của nhiều loại sản phẩm, dưới dạng xi-rô ngô có hàm lượng fructose cao, thay cho đường mía. Một biến thể di truyền tích lũy nhiều đường và ít tinh bột trong bắp ngô được tiêu thụ như một loại rau và chúng được gọi là ngô ngọt.
Khi được nghiền thành dạng bột, ngô thu được nhiều bột hơn, với lượng cám ít hơn nhiều so với những gì thu được từ lúa mì. Nó thiếu gluten protein của lúa mì và do đó, làm cho các sản phẩm nướng có khả năng phồng nở kém.

### Nhiên liệu sinh học
Hạt ngô được sử dụng làm nhiên liệu dạng viên cho các bếp lò và lò nung. Hạt ngô là một viên tự nhiên, mang lại cho chúng một lợi thế kinh tế so với các viên sinh khối nhân tạo và viên gỗ khác.
Việc sử dụng ngô và các loại ngũ cốc khác làm nhiên liệu sinh học tái tạo có thể đem lại lợi ích về môi trường và tiết kiệm chi phí, so với các nguồn năng lượng khác, và có thể tạo ra các hình thức doanh thu bổ sung cho nông dân và các ngành kinh tế khác. Tuy nhiên, việc sử dụng ngô làm kho dự trữ nhiên liệu có thể làm tăng giá ngô và có tác dụng bất lợi đối với ngô làm nguồn lương thực dự trữ.